# Amorphochelus verrucosus
Amorphochelus verrucosus är en skalbaggsart som beskrevs av Marc Lacroix 1997. Amorphochelus verrucosus ingår i släktet Amorphochelus och familjen Melolonthidae. Inga underarter finns listade i Catalogue of Life.